# Uca virens
Uca virens är en kräftdjursart som beskrevs av John Tenison Salmon och Atsaides 1968. Uca virens ingår i släktet vinkarkrabbor, och familjen Ocypodidae. Inga underarter finns listade i Catalogue of Life.